# União das Freguesias de Santa Ovaia e Vila Pouca da Beira
União das Freguesias de Santa Ovaia e Vila Pouca da Beira, kurz Santa Ovaia e Vila Pouca da Beira, ist eine portugiesische Gemeinde (Freguesia) im Kreis (Concelho) von Oliveira do Hospital. Sie umfasst eine Fläche von 7,43 km² und hat 952 Einwohner (Stand nach Zahlen von 2011).
Die Gemeinde entstand im Zuge der kommunalen Neuordnung Portugals am 29. September 2013, als Zusammenschluss der bisherigen Gemeinden Santa Ovaia und Vila Pouca da Beira. Sitz der neuen Gemeinde wurde Santa Ovaia.